# Charles Albert (football)
Ne doit pas être confondu avec le grimpeur français Charles Albert
Charles Albert (né à l'époque au Tanganyika et aujourd'hui Tanzanie à une date inconnue) est un joueur de football international tanzanien, qui évoluait au poste d'attaquant.

## Biographie

### Carrière en sélection
Il participe avec l'équipe de Tanzanie à la Coupe d'Afrique des nations de 1980 organisée au Nigeria.
Le 5 juillet 1980, il joue un match contre le Kenya rentrant dans le cadre des éliminatoires du mondial 1982.